# 大気放射
大気放射（たいきほうしゃ、英: atmospheric radiation）は、大気が射出する放射のこと。

## 概要
地球大気では放射エネルギーの大部分が赤外線領域（波長3~100マイクロメートル）にあるので、赤外放射ともいわれる。

地表面が射出する放射は地面放射、その両者をあわせて地球放射という。

地表面や赤外線により暖められた大気はその温度に応じてエネルギー放射をして大気が冷却されるので、大気の温度をほぼ一定に保つ役割を果たしている。